# Ирвингиане
Ирвингиа́не — христианская организация, основанная в тридцатых годах XIX в. в Лондоне пресвитерианским проповедником Эдвардом Ирвингом. Самоназвание ирвингиан — апостолы последних дней, католическая апостольская церковь, староапостольская церковь.

## Основание секты
Эдвард Ирвинг (1792-1834), пастор в Глазго и Лондоне, придя к убеждению о близости конца света, начал проповедовать прихожанам о необходимости восстановления церковного служения в первоначальном виде, в котором проходила служба у первых христиан, включая вещание на «неизвестных языках» и прорицание.
Будучи глубоко убеждённым в своей правоте человеком и превосходным оратором, Ирвинг доводил своими проповедями своих слушателей (а особенно слушательниц) нередко до настоящей экзальтации и истерики, сопровождаемой бессвязными восклицаниями и потоками непонятных речей. Эти речи своих слушателей Ирвинг отождествлял с теми "странными глаголами", о которых говорится в книге Деяний (II, 4), а также с пророчествами, описываемыми в Библии. Исходя из данных фактов Ирвинг окончательно убедился в правильности совершаемых им действий, которые, к тому же, были подкреплены рядом случившихся, во время проповедей, якобы «исцелений».
В дальнейшем Ирвинг, убеждённый в том, что именно через него общине предопределено возродиться истинной церкви по подобию апостольской церкви, он, по возможности, старался наиболее точно воспроизвести апостольскую церковь со всеми её учреждениями и чинами, изображёнными в Библии и в Апокалипсисе, а именно ангелами, апостолами, евангелистами, пророками и учителями[источник?]. Его последователи свято верили в его учение об излиянии среди них Святого Духа и беспрекословно повиновались во всём своему учителю[источник?]. В скором времени в Лондоне образовалось семь церквей, или приходов, ирвингиан.
В последующем, последователи Ирвинга, подробно изучив результаты археологических и письменных исследований, по возможности полно установили в своей секте чин и последовательность древней литургии.

## Особенности
Учение  ирвингиан представляло следующие особенности:
- Церковь есть только лишь видимое общество верующих, состоящее из пастырей и пасомых. Пастыри являются посредниками между Богом и пасомыми.
- Из церковных таинств ирвингианами признаются: миропомазание, священство, крещение, покаяние, причащение и брак. В таинстве причащения они видят духовную бескровную жертву; признают пресуществление хлеба и вина и приносят жертву эту за живых и мёртвых.
- В учение о кончине мира ирвингиане внесли положение о двух будущих Христовых пришествиях, а не об одном, как в традиционном христианстве. Первое пришествие Христово будет внезапным и неожиданным и произойдёт только лишь для ирвингиан. Второе будет возвещено великими бедствиями, знамениями и чудесами и свершится для суда над всем остальным человечеством.

## Богослужения
- Богослужение ирвингиан состояло из вечерни, утрени и литургии. Внешняя обстановка богослужения была как у протестантов – был престол, но не было икон. Во время богослужения ирвингиане сидели, подобно лютеранам.

При богослужении могло присутствовать до пяти священников и до четырёх диаконов.
- Священнослужители ирвингиан при богослужении надевали белые льняные одежды, похожие на облачение православных священников и дьяконов. Проповедь оглашалась по вечерам в среду, в субботу служилась всенощная служба, в воскресенье по утрам служилась утреня и литургия, после которой обычно следовала общая исповедь, на которой совершающий литургию просил прощения за всех присутствующих.

## Церковная иерархия ирвингиан
Церковная иерархия ирвингиан вместо трёх степеней, как в традиционном христианстве, имела четыре степени: апостолы, пророки, ангелы, или пастыри (епископы и пресвитеры), и евангелисты.
- Апостолы являлись высшими правителями и учителями ирвингианской церкви и были обязаны через возложение своих рук низводить Святого Духа как для запечатления всех верующих, так и для поставления служителей дома Божия. Согласно трактовке Библии ирвингианами, только они должны быть центром авторитета, учения и единства для всей видимой Христовой церкви на земле.

- Пророк – человек, открывающий сокровенные Божьи намерения путём откровений (а не в форме учения или молитвы, как в традиционном христианстве). Их откровения являются «Божьим светом», и через них апостолы могут узнать об управлении и руководстве Церковью ирвингиан.

Также пророки трактовали Ветхий завет («открывают тайны»), чтобы апостолы могли передавать эти трактовки, как священное учение.
- Евангелист – проповедник Евангелия, получающий свой полномочия непосредственно от апостолов. Являлся странствующим учителем и никоим образом не был связан с какой-либо определённой ирвингианской общиной.

- Ангелы церквей, (в традиционном христианстве – епископы и пресвитеры) руководили определёнными ирвингианскими церковными общинами, а также совершали богослужение и проповедовали.

- Дьяконы не относились к какой-либо определённой иерархической степени и являлись просто попечителями бедных.

Число епископов, пресвитеров, дьяконов и евангелистов было не ограничено, число же апостолов могло быть только равным двенадцати.
Ирвингиане считали себя «святыми последних дней» и заботились о восстановлении нравственной чистоты и человеколюбия. Привлекательность их учения состояла в том, что они не требовали от вступающих в общину отречения от тех вероисповеданий, к которым человек принадлежал до вступления.

## Ирвингиане в России
Своё учение ирвингиане в XIX веке пропагандировали в том числе и в Российской Империи, имея организованные церковные общины в Санкт-Петербурге (на бывшей Троицкой улице, современной улице Рубинштейна), Риге и в Ревеле. Манифест о веротерпимости 1905 года привёл к легализации ирвингиан, но их общины оставались малочисленными.

## Настоящее время
Во второй половине XIX в. популярность ирвингианства резко падает. После смерти в 1901 г. последнего «апостола» численность ирвингиан начала неуклонно уменьшаться. В XX в. и до настоящего времени общины ирвингиан существуют во всех странах Европы (в основном Германия и Великобритания) и Северной Америки, их численность на конец XX в. не превышает 50 тысяч человек. Сведений о существовании в России и странах СНГ нет.